# Marc Anthony/Diskografie
Diese Diskografie ist eine Übersicht über die musikalischen Werke des US-amerikanischen Pop-Sängers Marc Anthony. Den Quellenangaben und Schallplattenauszeichnungen zufolge hat er bisher mehr als 22,2 Millionen Tonträger verkauft, davon alleine in seiner Heimat über 13,2 Millionen. Seine erfolgreichste Veröffentlichung ist das fünfte Studioalbum Marc Anthony mit über 3,4 Millionen verkauften Einheiten.

## Alben

### Studioalben
| Jahr | Titel                                         | Höchstplatzierung, Gesamtwochen, AuszeichnungChartplatzierungen (Jahr, Titel, Platzierungen, Wochen, Auszeichnungen, Anmerkungen) | Höchstplatzierung, Gesamtwochen, AuszeichnungChartplatzierungen (Jahr, Titel, Platzierungen, Wochen, Auszeichnungen, Anmerkungen) | Höchstplatzierung, Gesamtwochen, AuszeichnungChartplatzierungen (Jahr, Titel, Platzierungen, Wochen, Auszeichnungen, Anmerkungen) | Höchstplatzierung, Gesamtwochen, AuszeichnungChartplatzierungen (Jahr, Titel, Platzierungen, Wochen, Auszeichnungen, Anmerkungen) | Höchstplatzierung, Gesamtwochen, AuszeichnungChartplatzierungen (Jahr, Titel, Platzierungen, Wochen, Auszeichnungen, Anmerkungen) | Höchstplatzierung, Gesamtwochen, AuszeichnungChartplatzierungen (Jahr, Titel, Platzierungen, Wochen, Auszeichnungen, Anmerkungen) | Anmerkungen                                                    |
| Jahr | Titel                                         | DE | AT | CH | UK | US | Latin | Anmerkungen                                                    |
| ---- | --------------------------------------------- | --- | --- | --- | --- | --- | --- | -------------------------------------------------------------- |
| 1991 | When the Night Is Over Atlantic Records (WMG) | — | — | — | — | — | — | Erstveröffentlichung: 14. Oktober 1991 mit Louie Vega          |
| 1993 | Otra nota Soho Latino (Sony)                  | — | — | — | — | — | Latin30 (19 Wo.)Latin | Erstveröffentlichung: 26. Januar 1993                          |
| 1995 | Todo a su tiempo Soho Latino (Sony)           | — | — | — | — | US— GoldUS | Latin6 (98 Wo.)Latin | Erstveröffentlichung: 30. Mai 1995 Verkäufe: + 500.000         |
| 1997 | Contra la corriente RMM Records (UMG)         | — | — | — | — | US74 Gold · (9 Wo.)US | Latin1 (99 Wo.)Latin | Erstveröffentlichung: 21. Oktober 1997 Verkäufe: + 500.000     |
| 1999 | Marc Anthony Columbia Records (Sony)          | DE22 (24 Wo.)DE | AT8 (20 Wo.)AT | CH9 Gold · (36 Wo.)CH | — | US8 ×3Dreifachplatin · (83 Wo.)US                                                                                                 | — | Erstveröffentlichung: 14. September 1999 Verkäufe: + 3.440.000 |
| 2001 | Libre Columbia Records (Sony)                 | — | — | — | — | US57 Gold · (12 Wo.)US | Latin1 (59 Wo.)Latin | Erstveröffentlichung: 23. Oktober 2001 Verkäufe: + 500.000     |
| 2002 | Mended Columbia Records (Sony)                | DE26 (6 Wo.)DE | AT20 (13 Wo.)AT | CH13 (18 Wo.)CH | — | US3 Gold · (20 Wo.)US | — | Erstveröffentlichung: 21. Mai 2002 Verkäufe: + 740.000         |
| 2004 | Amar sin mentiras Sony Music (Sony)           | — | — | CH37 (9 Wo.)CH | — | US26 ×2Doppelplatin · (9 Wo.)US                                                                                                   | Latin1 (50 Wo.)Latin | Erstveröffentlichung: 6. Juni 2004 Verkäufe: + 600.000         |
| 2010 | Iconos Sony Latin (Sony)                      | — | — | — | — | US11 (17 Wo.)US | Latin1 (78 Wo.)Latin | Erstveröffentlichung: 14. Mai 2010 Verkäufe: + 360.000         |
| 2013 | 3.0 Sony Latin (Sony)                         | — | — | CH62 (2 Wo.)CH | — | US5 (6 Wo.)US | Latin1 ×1313-fach-Platin · (255 Wo.)Latin                                                                                         | Erstveröffentlichung: 23. Juli 2013 Verkäufe: + 1.209.000      |
| 2019 | Opus Sony Latin (Sony)                        | — | — | CH87 (1 Wo.)CH | — | US90 (1 Wo.)US | Latin2 ×2Doppelplatin · (22 Wo.)Latin                                                                                             | Erstveröffentlichung: 10. Mai 2019 Verkäufe: + 190.000         |
| 2022 | Pa’lla voy Sony Latin (Sony)                  | — | — | — | — | — | Latin20 Gold · (1 Wo.)Latin | Erstveröffentlichung: 4. März 2022 Verkäufe: + 60.000          |
| 2024 | Muevense Sony Latin (Sony)                    | — | — | — | — | — | Latin50 (1 Wo.)Latin | Erstveröffentlichung: 26. April 2024                           |

grau schraffiert: keine Chartdaten aus diesem Jahr verfügbar

### Livealben
- 2007: Live from New York City
- 2007: In Concert from Colombia

### Kompilationen
| Jahr | Titel Musiklabel                                         | Höchstplatzierung, Gesamtwochen, AuszeichnungChartplatzierungen (Jahr, Titel, Musiklabel, Platzierungen, Wochen, Auszeichnungen, Anmerkungen) | Höchstplatzierung, Gesamtwochen, AuszeichnungChartplatzierungen (Jahr, Titel, Musiklabel, Platzierungen, Wochen, Auszeichnungen, Anmerkungen) | Höchstplatzierung, Gesamtwochen, AuszeichnungChartplatzierungen (Jahr, Titel, Musiklabel, Platzierungen, Wochen, Auszeichnungen, Anmerkungen) | Höchstplatzierung, Gesamtwochen, AuszeichnungChartplatzierungen (Jahr, Titel, Musiklabel, Platzierungen, Wochen, Auszeichnungen, Anmerkungen) | Höchstplatzierung, Gesamtwochen, AuszeichnungChartplatzierungen (Jahr, Titel, Musiklabel, Platzierungen, Wochen, Auszeichnungen, Anmerkungen) | Höchstplatzierung, Gesamtwochen, AuszeichnungChartplatzierungen (Jahr, Titel, Musiklabel, Platzierungen, Wochen, Auszeichnungen, Anmerkungen) | Anmerkungen                                                |
| Jahr | Titel Musiklabel                                         | DE | AT | CH | UK | US | Latin | Anmerkungen                                                |
| ---- | -------------------------------------------------------- | --- | --- | --- | --- | --- | --- | ---------------------------------------------------------- |
| 1999 | Desde un principio: From the Beginning RMM Records (UMG) | — | — | — | — | US151 Gold · (18 Wo.)US | Latin1 (106 Wo.)Latin | Erstveröffentlichung: 9. November 1999 Verkäufe: + 550.000 |
| 2004 | Valió la pena Sony Music (Sony)                          | — | — | — | — | US122 ×2Doppelplatin · (3 Wo.)US | Latin1 (47 Wo.)Latin | Erstveröffentlichung: 24. Juli 2004 Verkäufe: + 250.000    |
| 2006 | Sigo siendo yo (grandes éxitos) Norte (Sony BMG)         | — | — | — | — | US101 (7 Wo.)US | Latin2 (34 Wo.)Latin | Erstveröffentlichung: 11. Juli 2006 Verkäufe: + 80.000     |
| 2018 | Esencial Sony Latin (Sony)                               | — | — | — | — | — | — | Erstveröffentlichung: 18. Mai 2018                         |

### Soundtracks
| Jahr | Titel Musiklabel             | Höchstplatzierung, Gesamtwochen, AuszeichnungChartplatzierungen (Jahr, Titel, Musiklabel, Platzierungen, Wochen, Auszeichnungen, Anmerkungen) | Höchstplatzierung, Gesamtwochen, AuszeichnungChartplatzierungen (Jahr, Titel, Musiklabel, Platzierungen, Wochen, Auszeichnungen, Anmerkungen) | Höchstplatzierung, Gesamtwochen, AuszeichnungChartplatzierungen (Jahr, Titel, Musiklabel, Platzierungen, Wochen, Auszeichnungen, Anmerkungen) | Höchstplatzierung, Gesamtwochen, AuszeichnungChartplatzierungen (Jahr, Titel, Musiklabel, Platzierungen, Wochen, Auszeichnungen, Anmerkungen) | Höchstplatzierung, Gesamtwochen, AuszeichnungChartplatzierungen (Jahr, Titel, Musiklabel, Platzierungen, Wochen, Auszeichnungen, Anmerkungen) | Höchstplatzierung, Gesamtwochen, AuszeichnungChartplatzierungen (Jahr, Titel, Musiklabel, Platzierungen, Wochen, Auszeichnungen, Anmerkungen) | Anmerkungen                         |
| Jahr | Titel Musiklabel             | DE | AT | CH | UK | US | Latin | Anmerkungen                         |
| ---- | ---------------------------- | --- | --- | --- | --- | --- | --- | ----------------------------------- |
| 2007 | El cantante Norte (Sony BMG) | — | — | CH100 (1 Wo.)CH | — | US31 (7 Wo.)US | Latin1 (60 Wo.)Latin | Erstveröffentlichung: 24. Juli 2007 |

### EPs
- 1994: Hits Mix EP

## Singles

### Als Leadmusiker
| Jahr | Titel Album                                               | Höchstplatzierung, Gesamtwochen, AuszeichnungChartplatzierungen (Jahr, Titel, Album, Platzierungen, Wochen, Auszeichnungen, Anmerkungen) | Höchstplatzierung, Gesamtwochen, AuszeichnungChartplatzierungen (Jahr, Titel, Album, Platzierungen, Wochen, Auszeichnungen, Anmerkungen) | Höchstplatzierung, Gesamtwochen, AuszeichnungChartplatzierungen (Jahr, Titel, Album, Platzierungen, Wochen, Auszeichnungen, Anmerkungen) | Höchstplatzierung, Gesamtwochen, AuszeichnungChartplatzierungen (Jahr, Titel, Album, Platzierungen, Wochen, Auszeichnungen, Anmerkungen) | Höchstplatzierung, Gesamtwochen, AuszeichnungChartplatzierungen (Jahr, Titel, Album, Platzierungen, Wochen, Auszeichnungen, Anmerkungen) | Höchstplatzierung, Gesamtwochen, AuszeichnungChartplatzierungen (Jahr, Titel, Album, Platzierungen, Wochen, Auszeichnungen, Anmerkungen) | Anmerkungen                                                                              |
| Jahr | Titel Album                                               | DE | AT | CH | UK | US | Latin | Anmerkungen                                                                              |
| --- | --------------------------------------------------------- | --- | --- | --- | --- | --- | --- | ---------------------------------------------------------------------------------------- |
| 1988 | Rebel –                                                   | — | — | — | — | — | — | Erstveröffentlichung: 1988                                                               |
| 1991 | Ride on the Rhythm When the Night Is Over                 | — | — | — | UK36 (4 Wo.)UK | — | — | Erstveröffentlichung: 23. September 1991 Höchstplatzierung UK: 1998 ; mit Louie Vega     |
| 1993 | Hasta que te conocí Otra nota                             | — | — | — | — | — | Latin13 (11 Wo.)Latin | Erstveröffentlichung: 1993                                                               |
| 1993 | Palabras del alma Otra nota                               | — | — | — | — | — | Latin15 (9 Wo.)Latin | Erstveröffentlichung: 1993                                                               |
| 1993 | Si tu no te Fueras Otra nota                              | — | — | — | — | — | Latin31 (5 Wo.)Latin | Erstveröffentlichung: 1993                                                               |
| 1995 | Te conozco bien Todo a su tiempo                          | — | — | — | — | — | Latin7 (12 Wo.)Latin | Erstveröffentlichung: Mai 1995                                                           |
| 1995 | Se me sigue olvidando Todo a su tiempo                    | — | — | — | — | — | Latin6 (8 Wo.)Latin | Erstveröffentlichung: 1995                                                               |
| 1995 | Nadie como ella Todo a su tiempo                          | — | — | — | — | — | Latin13 (9 Wo.)Latin | Erstveröffentlichung: 1995                                                               |
| 1996 | Te conozco bien Todo a su tiempo                          | — | — | — | — | — | Latin7 (12 Wo.)Latin | Erstveröffentlichung: 1996                                                               |
| 1996 | Te amare Todo a su tiempo                                 | — | — | — | — | — | Latin9 (6 Wo.)Latin | Erstveröffentlichung: 1996                                                               |
| 1996 | Llegaste a mi Todo a su tiempo                            | — | — | — | — | — | Latin11 (10 Wo.)Latin | Erstveröffentlichung: 1996                                                               |
| 1996 | Asi como hoy Voces unidas                                 | — | — | — | — | — | Latin13 (8 Wo.)Latin | Erstveröffentlichung: 1996 Single zu den Olympischen Sommerspielen 1996                  |
| 1996 | Hasta ayer Todo a su tiempo                               | — | — | — | — | — | Latin6 (10 Wo.)Latin | Erstveröffentlichung: 1996                                                               |
| 1996 | Por amar se da todo Todo a su tiempo                      | — | — | — | — | — | Latin17 (8 Wo.)Latin | Erstveröffentlichung: 1996                                                               |
| 1997 | Y hubo alguien Contra la corriente                        | — | — | — | — | — | Latin1 (21 Wo.)Latin | Erstveröffentlichung: Oktober 1997                                                       |
| 1997 | Me voy a regalar Contra la corriente                      | — | — | — | — | — | Latin13 (3 Wo.)Latin | Erstveröffentlichung: Dezember 1997                                                      |
| 1998 | Si te vas Contra la corriente                             | — | — | — | — | — | Latin8 (25 Wo.)Latin | Erstveröffentlichung: Januar 1998                                                        |
| 1998 | No me conoces Contra la corriente                         | — | — | — | — | — | Latin2 (26 Wo.)Latin | Erstveröffentlichung: Mai 1998                                                           |
| 1998 | Contra la corriente                                       | — | — | — | — | — | Latin2 (26 Wo.)Latin | Erstveröffentlichung: August 1998                                                        |
| 1999 | No sabes como duele Contra la corriente                   | — | — | — | — | — | Latin18 (10 Wo.)Latin | Erstveröffentlichung: März 1999                                                          |
| 1999 | I Need to Know / Dimelo Marc Anthony                      | DE15 (16 Wo.)DE | AT16 (10 Wo.)AT | CH16 (22 Wo.)CH | UK28 (3 Wo.)UK | US3 Gold · (40 Wo.)US | Latin1 (40 Wo.)Latin | Erstveröffentlichung: 15. August 1999 Verkäufe: + 535.000                                |
| 1999 | Da la vuelta Marc Anthony                                 | — | — | — | — | — | Latin22 (12 Wo.)Latin | Erstveröffentlichung: 9. November 1999                                                   |
| 2000 | You Sang to Me / Muy dentro de mi Marc Anthony            | DE21 (20 Wo.)DE | AT3 Gold · (19 Wo.)AT | CH21 (23 Wo.)CH | — | US2 (32 Wo.)US | Latin1 (26 Wo.)Latin | Erstveröffentlichung: 20. Februar 2000 Verkäufe: + 120.000                               |
| 2000 | My Baby You Marc Anthony                                  | — | — | — | — | US70 (19 Wo.)US | Latin19 (12 Wo.)Latin | Erstveröffentlichung: 11. August 2000                                                    |
| 2000 | When I Dream at Night Marc Anthony                        | DE90 (2 Wo.)DE | — | CH53 (10 Wo.)CH | — | — | — | Erstveröffentlichung: 3. September 2000                                                  |
| 2001 | Celos Libre                                               | — | — | — | — | — | Latin6 (23 Wo.)Latin | Erstveröffentlichung: 6. Oktober 2001                                                    |
| 2001 | Tragedy / Tragedia Libre                                  | DE66 (3 Wo.)DE | AT64 (4 Wo.)AT | CH33 (19 Wo.)CH | — | — | — | Erstveröffentlichung: 4. November 2001                                                   |
| 2002 | Hasta que vuelvas conmigo Libre                           | — | — | — | — | — | Latin21 (14 Wo.)Latin | Erstveröffentlichung: 21. Januar 2002                                                    |
| 2002 | Viviendo Libre                                            | — | — | — | — | — | Latin11 (22 Wo.)Latin | Erstveröffentlichung: 11. März 2002                                                      |
| 2002 | I Need You / Me haces falta Mended                        | — | — | CH53 (8 Wo.)CH | — | — | — | Erstveröffentlichung: 5. Mai 2002                                                        |
| 2002 | I’ve Got You / Te tengo aqui Mended                       | DE38 (9 Wo.)DE | AT46 (12 Wo.)AT | CH45 (14 Wo.)CH | — | US81 (14 Wo.)US | — | Erstveröffentlichung: 18. Juni 2002                                                      |
| 2002 | She Mends Me Mended                                       | — | — | — | — | — | — | Erstveröffentlichung: 9. Dezember 2002                                                   |
| 2004 | Ahora quien Amar sin mentiras                             | — | — | — | — | — | Latin1 (26 Wo.)Latin | Erstveröffentlichung: 5. April 2004 Verkäufe: + 60.000                                   |
| 2004 | Valió la pena Amar sin mentiras                           | — | — | — | — | — | Latin9 (26 Wo.)Latin | Erstveröffentlichung: 12. Juli 2004 Verkäufe: + 90.000                                   |
| 2004 | Tu amor me hace bien Amar sin mentiras                    | — | — | — | — | — | Latin41 (8 Wo.)Latin | Erstveröffentlichung: 25. Oktober 2004 Verkäufe: + 60.000                                |
| 2004 | Se esfuma tu amor Amar sin mentiras                       | — | — | — | — | — | Latin23 (6 Wo.)Latin | Erstveröffentlichung: 8. November 2004                                                   |
| 2006 | Que precio tiene el cielo Sigo siendo yo (grandes éxitos) | — | — | — | — | — | Latin14 (20 Wo.)Latin | Erstveröffentlichung: 2006 Verkäufe: + 30.000                                            |
| 2007 | Mi gente El cantante                                      | — | — | — | — | — | Latin23 (11 Wo.)Latin | Erstveröffentlichung: 16. Juni 2007                                                      |
| 2007 | Aguanile El cantante                                      | — | — | — | — | — | Latin31 (7 Wo.)Latin | Erstveröffentlichung: 31. Oktober 2007                                                   |
| 2010 | Y como es el Iconos                                       | — | — | — | — | — | Latin7 (20 Wo.)Latin | Erstveröffentlichung: 12. April 2010 Verkäufe: + 30.000                                  |
| 2010 | Abrázame muy fuerte Iconos                                | — | — | — | — | — | Latin21 (12 Wo.)Latin | Erstveröffentlichung: 17. August 2010                                                    |
| 2010 | A quien quiero mentirle Iconos                            | — | — | — | — | — | Latin29 (9 Wo.)Latin | Erstveröffentlichung: 30. November 2010                                                  |
| 2013 | Vivir Mi Vida 3.0                                         | — | — | — | UK— SilberUK | US92 (5 Wo.)US | Latin1 ×6Diamant + Sechsfachplatin · (54 Wo.)Latin                                                                                       | Erstveröffentlichung: 15. April 2013 Verkäufe: + 2.210.000                               |
| 2013 | Cambio de Piel 3.0                                        | — | — | — | — | — | Latin7 (25 Wo.)Latin | Erstveröffentlichung: 23. September 2013                                                 |
| 2018 | Está rico –                                               | — | — | — | — | — | Latin5 (18 Wo.)Latin | Erstveröffentlichung: 28. September 2018 Verkäufe: + 220.000; mit Will Smith & Bad Bunny |
| 2018 | Adicto Alter Ego                                          | — | — | — | — | — | Latin33 (17 Wo.)Latin | Erstveröffentlichung: 16. November 2018 Verkäufe: + 330.000; mit Prince Royce            |
| 2019 | Tu Vida en la Mía Opus                                    | — | — | — | — | — | Latin33 (3 Wo.)Latin | Erstveröffentlichung: 22. Februar 2019 Verkäufe: + 60.000                                |
| 2019 | Parecen viernes Opus                                      | — | — | — | — | — | Latin28 (20 Wo.)Latin | Erstveröffentlichung: 19. April 2019 Verkäufe: + 240.000                                 |
| 2019 | Lo Que Te Dí Opus                                         | — | — | — | — | — | Latin41 (15 Wo.)Latin | Erstveröffentlichung: 19. Oktober 2019                                                   |
| 2020 | Convénceme –                                              | — | — | — | — | — | — | Erstveröffentlichung: 1. Oktober 2020 Verkäufe: + 60.000; mit India Martínez             |
| 2020 | Un Amor Eterno Opus                                       | — | — | — | — | — | Latin26 (15 Wo.)Latin | Erstveröffentlichung: 12. November 2020 Verkäufe: + 70.000                               |
| 2020 | De vuelta pa’ la vuelta –                                 | — | — | — | — | — | Latin6 (22 Wo.)Latin | Erstveröffentlichung: 10. Dezember 2020 Verkäufe: + 60.000                               |
| 2021 | Pa’lla Voy                                                | — | — | — | — | — | Latin22 ×3Dreifachplatin · (20 Wo.)Latin                                                                                                 | Erstveröffentlichung: 27. August 2021 Verkäufe: + 180.000                                |
| 2021 | Mala Pa’lla Voy                                           | — | — | — | — | — | Latin16 ×2Doppelplatin · (17 Wo.)Latin                                                                                                   | Erstveröffentlichung: 12. November 2021 Verkäufe: + 120.000                              |
| 2022 | Nada de Nada Pa’lla Voy                                   | — | — | — | — | — | Latin37 Platin · (6 Wo.)Latin | Erstveröffentlichung: März 2022 Verkäufe: + 60.000                                       |
| 2025 | Volver –                                                  | — | — | — | — | — | — | Erstveröffentlichung: 6. Februar 2025 Verkäufe: + 50.000; mit Piso 21 & Beéle            |
| Folgende Lieder erschienen nicht als Single, wurden aber durch das Album zum Download und Streaming bereitgestellt und konnten somit eine Platzierung erlangen: |                                                           | | | | | | |                                                                                          |
| |                                                           | | | | | | |                                                                                          |
| 2013 | Volver a comenzar 3.0                                     | — | — | — | — | — | Latin38 (15 Wo.)Latin | Charteinstieg in US-Latin erst 2015                                                      |

### Als Gastmusiker
| Jahr | Titel Album                                          | Höchstplatzierung, Gesamtwochen, AuszeichnungChartplatzierungen (Jahr, Titel, Album, Platzierungen, Wochen, Auszeichnungen, Anmerkungen) | Höchstplatzierung, Gesamtwochen, AuszeichnungChartplatzierungen (Jahr, Titel, Album, Platzierungen, Wochen, Auszeichnungen, Anmerkungen) | Höchstplatzierung, Gesamtwochen, AuszeichnungChartplatzierungen (Jahr, Titel, Album, Platzierungen, Wochen, Auszeichnungen, Anmerkungen) | Höchstplatzierung, Gesamtwochen, AuszeichnungChartplatzierungen (Jahr, Titel, Album, Platzierungen, Wochen, Auszeichnungen, Anmerkungen) | Höchstplatzierung, Gesamtwochen, AuszeichnungChartplatzierungen (Jahr, Titel, Album, Platzierungen, Wochen, Auszeichnungen, Anmerkungen) | Höchstplatzierung, Gesamtwochen, AuszeichnungChartplatzierungen (Jahr, Titel, Album, Platzierungen, Wochen, Auszeichnungen, Anmerkungen) | Anmerkungen                                                                                           |
| Jahr | Titel Album                                          | DE | AT | CH | UK | US | Latin | Anmerkungen                                                                                           |
| ---- | ---------------------------------------------------- | --- | --- | --- | --- | --- | --- | --- |
| 1994 | Vivir lo nuestro Dicen Que Soy                       | — | — | — | — | — | Latin10 (12 Wo.)Latin | Erstveröffentlichung: 1994 Verkäufe: + 30.000; La India feat. Marc Anthony                            |
| 1998 | I Want to Spend My Lifetime Loving You In Deep       | — | AT38 (2 Wo.)AT | CH34 (7 Wo.)CH | — | — | — | Erstveröffentlichung: 9. Oktober 1998 Verkäufe: + 275.000; Tina Arena feat. Marc Anthony              |
| 1999 | No me ames On the 6                                  | — | — | — | — | — | Latin1 (26 Wo.)Latin | Erstveröffentlichung: 27. Juni 1999 Verkäufe: + 30.000; Jennifer Lopez feat. Marc Anthony             |
| 2009 | Recuérdame –                                         | — | — | — | — | — | Latin5 (20 Wo.)Latin | Erstveröffentlichung: 1. September 2009 Verkäufe: + 40.000; La Quinta Estación feat. Marc Anthony     |
| 2010 | Armada Latina Rise Up                                | — | — | — | — | — | — | Erstveröffentlichung: 2. März 2010 Cypress Hill feat. Pitbull & Marc Anthony                          |
| 2011 | La fuerza del destino Sandra Echeverría              | — | — | — | — | — | — | Erstveröffentlichung: 17. Mai 2011 Sandra Echeverría feat. Marc Anthony                               |
| 2011 | Rain over Me Planet Pit                              | DE7 Gold · (25 Wo.)DE | AT5 Gold · (38 Wo.)AT | CH3 ×2Doppelplatin · (42 Wo.)CH | UK28 Silber · (11 Wo.)UK | US30 ×2Doppelplatin · (19 Wo.)US | Latin1 (20 Wo.)Latin | Erstveröffentlichung: 10. Juni 2011 Verkäufe: + 3.198.820; Pitbull feat. Marc Anthony                 |
| 2012 | Por que les mientes? –                               | — | — | — | — | — | Latin1 (29 Wo.)Latin | Erstveröffentlichung: 2012 Tito El Bambino & El Patron feat. Marc Anthony                             |
| 2014 | Se fue –                                             | — | — | — | — | — | Latin25 (18 Wo.)Latin | Erstveröffentlichung: 28. Januar 2014 Laura Pausini feat. Marc Anthony                                |
| 2014 | Cuando nos volvamos a encontrar Más Corazón Profundo | — | — | — | — | — | Latin10 ×6Sechsfachplatin · (21 Wo.)Latin                                                                                                | Erstveröffentlichung: 28. April 2014 Verkäufe: + 390.000; Carlos Vives feat. Marc Anthony             |
| 2014 | Yo También Formula: Vol. 2                           | — | — | — | — | — | Latin4 ×9Diamant + Neunfachplatin · (38 Wo.)Latin                                                                                        | Erstveröffentlichung: 10. November 2014 Verkäufe: + 1.500.000; Romeo Santos feat. Marc Anthony        |
| 2015 | La gozadera Visualízate                              | — | — | CH34 (1 Wo.)CH | — | — | Latin2 ×2Diamant + Doppelplatin · (31 Wo.)Latin                                                                                          | Erstveröffentlichung: 30. April 2015 Verkäufe: + 1.605.000; Gente de Zona feat. Marc Anthony          |
| 2015 | Traidora Visualízate                                 | — | — | — | — | — | Latin6 (26 Wo.)Latin | Erstveröffentlichung: 13. November 2015 Verkäufe: + 110.000; Gente de Zona feat. Marc Anthony         |
| 2016 | Yo te recuerdo –                                     | — | — | — | — | — | Latin16 (7 Wo.)Latin | Erstveröffentlichung: 12. April 2016 Juan Gabriel feat. Marc Anthony                                  |
| 2016 | Deja que te bese –                                   | — | — | — | — | — | Latin21 (18 Wo.)Latin | Erstveröffentlichung: 15. Juli 2016 Verkäufe: + 193.000; Alejandro Sanz feat. Marc Anthony            |
| 2016 | Olvídame y pega la vuelta –                          | — | — | — | — | — | Latin17 (15 Wo.)Latin | Erstveröffentlichung: 18. November 2016 Verkäufe: + 30.000; Jennifer Lopez feat. Marc Anthony         |
| 2017 | Felices los 4 (Remix) F.A.M.E.                       | — | — | — | — | — | — | Erstveröffentlichung: 7. Juli 2017 Verkäufe: + 90.000; Maluma feat. Marc Anthony                      |
| 2017 | Almost Like Praying –                                | — | — | — | — | US20 (1 Wo.)US | — | Erstveröffentlichung: 6. Oktober 2017 Lin-Manuel Miranda feat. Artists for Puerto Rico Charity Single |
| 2023 | La Fórmula Don Juan                                  | — | — | — | — | — | Latin33 (3 Wo.)Latin | Erstveröffentlichung: 1. Februar 2023 Verkäufe: + 30.000; Maluma feat. Marc Anthony                   |

## Videoalben und Musikvideos

### Videoalben
- 1996: Mejores videos de India y Marc Anthony
- 1997: The Best of Marc Anthony
- 2001: The Concert from Madison Square Garden…
- 2003: Éxitos eternos
- 2004: The Hits
- 2004: Live from Cali, Colombia
- 2005: Hasta ayer

### Musikvideos
| Jahr | Titel                                  | Regie          |
| ---- | -------------------------------------- | -------------- |
| 1993 | Hasta que te conocí                    |                |
| 1993 | El ultimo beso                         | Eddie Harris   |
| 1993 | Make It with You                       |                |
| 1994 | Vivir lo nuestro                       | Eddie Harris   |
| 1995 | Hasta Ayer                             |                |
| 1995 | Nadie como ella                        |                |
| 1996 | Mejores que ella                       |                |
| 1997 | Y hubo alguien                         |                |
| 1997 | No me conoces                          | Benny Corral   |
| 1998 | I Want to Spend My Lifetime Loving You | Nigel Dick     |
| 1999 | No me ames                             | Kevin Bray     |
| 1999 | When I Dream at Night                  | Rocky Schenck  |
| 1999 | I Need to Know                         | Paula Walker   |
| 1999 | You Sang to Me / Muy dentro de mi      | Jeff Richter   |
| 2002 | I’ve Got You / Te tengo aquí           | Jim Gable      |
| 2002 | I Need You / Me haces falta            |                |
| 2002 | Tragedy / Tragedia                     |                |
| 2004 | Ahora quien                            | Marcus Raboy   |
| 2004 | Valio la pena                          |                |
| 2007 | Mi gente                               |                |
| 2009 | Recuérdame                             |                |
| 2011 | Rain Over Me                           | David Rousseau |

## Autorenbeteiligungen und Produktionen
Jennifer Lopez
- 2005: (Can’t Believe) This Is Me (P)
- 2007: Adiós (P)
- 2007: Amarte es todo (P)
- 2007: Apresúrate (A+P)
- 2007: Como ama una mujer (P)
- 2007: Me haces falta (A+P)
- 2007: Ni Tú Ni Yo (feat. Gente de Zona) (A+P)
- 2007: Por arriesgarnos (P)
- 2007: Porque te marchas (A+P)
- 2007: Qué hiciste (A+P)
- 2007: Sola (P)
- 2007: Te voy a querer (P)
- 2007: Toma de mí (P)
- 2007: Tú (A+P)

Marc Anthony als Autor oder Produzent in den Charts

| Jahr | Titel Interpretation                           | Höchstplatzierung, Gesamtwochen, AuszeichnungChartplatzierungen (Jahr, Titel, Interpretation, Platzierungen, Wochen, Auszeichnungen, Anmerkungen) | Höchstplatzierung, Gesamtwochen, AuszeichnungChartplatzierungen (Jahr, Titel, Interpretation, Platzierungen, Wochen, Auszeichnungen, Anmerkungen) | Höchstplatzierung, Gesamtwochen, AuszeichnungChartplatzierungen (Jahr, Titel, Interpretation, Platzierungen, Wochen, Auszeichnungen, Anmerkungen) | Höchstplatzierung, Gesamtwochen, AuszeichnungChartplatzierungen (Jahr, Titel, Interpretation, Platzierungen, Wochen, Auszeichnungen, Anmerkungen) | Höchstplatzierung, Gesamtwochen, AuszeichnungChartplatzierungen (Jahr, Titel, Interpretation, Platzierungen, Wochen, Auszeichnungen, Anmerkungen) | Höchstplatzierung, Gesamtwochen, AuszeichnungChartplatzierungen (Jahr, Titel, Interpretation, Platzierungen, Wochen, Auszeichnungen, Anmerkungen) | Anmerkungen                                             |
| Jahr | Titel Interpretation                           | DE | AT | CH | UK | US | Latin | Anmerkungen                                             |
| ---- | ---------------------------------------------- | --- | --- | --- | --- | --- | --- | ------------------------------------------------------- |
| 2007 | Qué hiciste Jennifer Lopez                     | DE10 (14 Wo.)DE | AT19 (13 Wo.)AT | CH1 (32 Wo.)CH | — | US86 (1 Wo.)US | Latin1 (16 Wo.)Latin | Erstveröffentlichung: 12. März 2007 Verkäufe: + 880.000 |
| 2017 | Ni tú ni yo Jennifer Lopez feat. Gente de Zona | — | — | CH30 (6 Wo.)CH | — | — | Latin15 (18 Wo.)Latin | Erstveröffentlichung: 5. Juli 2017 Verkäufe: + 20.000   |

## Boxsets
| Jahr | Titel Musiklabel                                          | Höchstplatzierung, Gesamtwochen, AuszeichnungChartplatzierungen (Jahr, Titel, Musiklabel, Platzierungen, Wochen, Auszeichnungen, Anmerkungen) | Höchstplatzierung, Gesamtwochen, AuszeichnungChartplatzierungen (Jahr, Titel, Musiklabel, Platzierungen, Wochen, Auszeichnungen, Anmerkungen) | Höchstplatzierung, Gesamtwochen, AuszeichnungChartplatzierungen (Jahr, Titel, Musiklabel, Platzierungen, Wochen, Auszeichnungen, Anmerkungen) | Höchstplatzierung, Gesamtwochen, AuszeichnungChartplatzierungen (Jahr, Titel, Musiklabel, Platzierungen, Wochen, Auszeichnungen, Anmerkungen) | Höchstplatzierung, Gesamtwochen, AuszeichnungChartplatzierungen (Jahr, Titel, Musiklabel, Platzierungen, Wochen, Auszeichnungen, Anmerkungen) | Höchstplatzierung, Gesamtwochen, AuszeichnungChartplatzierungen (Jahr, Titel, Musiklabel, Platzierungen, Wochen, Auszeichnungen, Anmerkungen) | Anmerkungen                            |
| Jahr | Titel Musiklabel                                          | DE | AT | CH | UK | US | Latin | Anmerkungen                            |
| ---- | --------------------------------------------------------- | --- | --- | --- | --- | --- | --- | -------------------------------------- |
| 2011 | Dos Clasicos: Libre / Amar sin mentiras Sony Latin (Sony) | — | — | — | — | — | Latin38 (37 Wo.)Latin | Erstveröffentlichung: 28. Februar 2011 |

Weitere Boxsets
- 2004: Amar sin mentiras / Valió la pena

## Promoveröffentlichungen
Promo-Singles
- 1993: El ultimo beso
- 2002: Everything You Do
- 2004: Tan solo palabras
- 2008: El dia de mi suerte

## Sonderveröffentlichungen
Kompilationen
- 2003: Éxitos eternos (Teil der Reihe Éxitos eternos)

Gastbeiträge
- 1994: Historia de taxi (Ricardo Arjona & Marc Anthony)
- 1996: Mejores que ella (La Mafia feat. Marc Anthony)
- 2001: There You Were (Jessica Simpson & Marc Anthony)
- 2003: Dance, Dance (The Mexican) (Thalía feat. Marc Anthony)
- 2008: Por arriesgarnos (Jennifer Lopez feat. Marc Anthony)

## Statistik

### Chartauswertung
|                     | DE    | AT    | CH    | UK    | US     | Latin        |
| ------------------- | ----- | ----- | ----- | ----- | ------ | ------------ |
| Nummer-eins-Alben   | DE—DE | AT—AT | CH—CH | UK—UK | US—US  | Latin8Latin  |
| Top-10-Alben        | DE—DE | AT1AT | CH1CH | UK—UK | US3US  | Latin11Latin |
| Alben in den Charts | DE2DE | AT2AT | CH5CH | UK—UK | US12US | Latin15Latin |

|                       | DE    | AT    | CH    | UK    | US    | Latin        |
| --------------------- | ----- | ----- | ----- | ----- | ----- | ------------ |
| Nummer-eins-Singles   | DE—DE | AT—AT | CH—CH | UK—UK | US—US | Latin9Latin  |
| Top-10-Singles        | DE1DE | AT2AT | CH1CH | UK—UK | US2US | Latin29Latin |
| Singles in den Charts | DE6DE | AT6AT | CH9CH | UK3UK | US7US | Latin65Latin |

|                       | DE    | AT    | CH    | UK    | US    | Latin       |
| --------------------- | ----- | ----- | ----- | ----- | ----- | ----------- |
| Nummer-eins-Singles   | DE—DE | AT—AT | CH1CH | UK—UK | US—US | Latin1Latin |
| Top-10-Singles        | DE1DE | AT—AT | CH1CH | UK—UK | US—US | Latin1Latin |
| Singles in den Charts | DE1DE | AT1AT | CH2CH | UK—UK | US1US | Latin2Latin |

|                       | DE    | AT    | CH    | UK    | US    | Latin       |
| --------------------- | ----- | ----- | ----- | ----- | ----- | ----------- |
| Nummer-eins-Singles   | DE—DE | AT—AT | CH1CH | UK—UK | US—US | Latin1Latin |
| Top-10-Singles        | DE1DE | AT—AT | CH1CH | UK—UK | US—US | Latin1Latin |
| Singles in den Charts | DE1DE | AT1AT | CH2CH | UK—UK | US1US | Latin2Latin |

### Auszeichnungen für Musikverkäufe
| Land/RegionAuszeichnungen für Musikverkäufe (Land/Region, Auszeichnungen, Verkäufe, Quellen) | Silber     | Gold       | Platin         | Diamant     | Verkäufe   | Quellen                                                     |
| -------------------------------------------------------------------------------------------- | ---------- | ---------- | -------------- | ----------- | ---------- | ----------------------------------------------------------- |
| Argentinien (CAPIF)                                                                          | —          | Gold1      | —              | —           | 20.000     | capif.org.ar (Memento vom 6. Juli 2011 im Internet Archive) |
| Australien (ARIA)                                                                            | —          | Gold1      | 2× Platin2     | —           | 175.000    | aria.com.au                                                 |
| Belgien (BRMA)                                                                               | —          | 3× Gold3   | —              | —           | 65.000     | ultratop.be                                                 |
| Chile (IFPI)                                                                                 | —          | —          | Platin1        | —           | 15.000     | Einzelnachweise                                             |
| Dänemark (IFPI)                                                                              | —          | Gold1      | 2× Platin2     | —           | 35.000     | ifpi.dk                                                     |
| Deutschland (BVMI)                                                                           | —          | Gold1      | —              | —           | 150.000    | musikindustrie.de                                           |
| Ecuador (SOPROFON)                                                                           | —          | Gold1      | —              | —           | 3.000      | Einzelnachweise                                             |
| Finnland (IFPI)                                                                              | —          | Gold1      | —              | —           | 7.920      | ifpi.fi                                                     |
| Frankreich (SNEP)                                                                            | —          | Gold1      | —              | —           | 358.400    | infodisc.fr snepmusique.com                                 |
| Italien (FIMI)                                                                               | —          | —          | 3× Platin3     | —           | 180.000    | fimi.it                                                     |
| Kanada (MC)                                                                                  | —          | —          | 5× Platin5     | —           | 460.000    | musiccanada.com                                             |
| Kolumbien (ASINCOL)                                                                          | —          | —          | 15× Platin15   | —           | 140.000    | Einzelnachweise                                             |
| Mexiko (AMPROFON)                                                                            | —          | 10× Gold10 | 20× Platin20   | 4× Diamant4 | 2.780.000  | amprofon.com.mx                                             |
| Neuseeland (RMNZ)                                                                            | —          | Gold1      | 2× Platin2     | —           | 35.000     | aotearoamusiccharts.co.nz NZ2                               |
| Niederlande (NVPI)                                                                           | —          | 2× Gold2   | —              | —           | 80.000     | nvpi.nl                                                     |
| Norwegen (IFPI)                                                                              | —          | 2× Gold2   | 6× Platin6     | —           | 130.000    | NO NO2                                                      |
| Österreich (IFPI)                                                                            | —          | 2× Gold2   | —              | —           | 40.000     | ifpi.at                                                     |
| Peru (UNIMPRO)                                                                               | —          | 2× Gold2   | —              | —           | 20.000     | Einzelnachweise                                             |
| Polen (ZPAV)                                                                                 | —          | Gold1      | —              | —           | 25.000     | olis.pl                                                     |
| Portugal (AFP)                                                                               | —          | Gold1      | —              | —           | 20.000     | Einzelnachweise                                             |
| Schweden (IFPI)                                                                              | —          | 2× Gold2   | 2× Platin2     | —           | 135.000    | sverigetopplistan.se                                        |
| Schweiz (IFPI)                                                                               | —          | Gold1      | 2× Platin2     | —           | 85.000     | hitparade.ch                                                |
| Spanien (Promusicae)                                                                         | —          | 14× Gold14 | 52× Platin52   | —           | 3.050.000  | elportaldemusica.es ES2 ES3                                 |
| Uruguay (CUD)                                                                                | —          | —          | Platin1        | —           | 4.000      | cudisco.org (Memento vom 8. April 2015 im Internet Archive) |
| Vereinigte Staaten (RIAA)                                                                    | —          | 7× Gold7   | 59× Platin59   | 4× Diamant4 | 13.590.000 | riaa.com                                                    |
| Vereinigtes Königreich (BPI)                                                                 | 2× Silber2 | —          | —              | —           | 400.000    | bpi.co.uk                                                   |
| Insgesamt                                                                                    | 2× Silber2 | 55× Gold55 | 172× Platin172 | 8× Diamant8 |            |                                                             |